# Origny-le-Sec
Pour les articles homonymes, voir Origny (homonymie).
Origny-le-Sec est une commune française, située dans le département de l'Aube en région Grand Est.
Les habitants d'Origny-le-Sec sont appelés les Jouquins.

## Géographie
| Pars-lès-Romilly        | Maizières-la-Grande-Paroisse | Châtres                 |
|                         | Origny-le-Sec                |                         |
| Ossey-les-Trois-Maisons |                              | Orvilliers-Saint-Julien |

Origny-le-Sec est un village de la Champagne crayeuse. Le village se trouve à mi-chemin entre Romilly-sur-Seine et Marigny-le-Châtel. L'agriculture occupe l'essentiel des terres. Comme dans le reste de la région, les champs de betteraves sucrières, pommes de terre, colza ou tournesols alternent avec les cultures de céréales, de luzernes, de pavots et de chanvres.

### Hydrographie
La commune est dans la région hydrographique « la Seine de sa source au confluent de l'Oise (exclu) » au sein du bassin Seine-Normandie. Elle n'est drainée par aucun cours d'eau,.

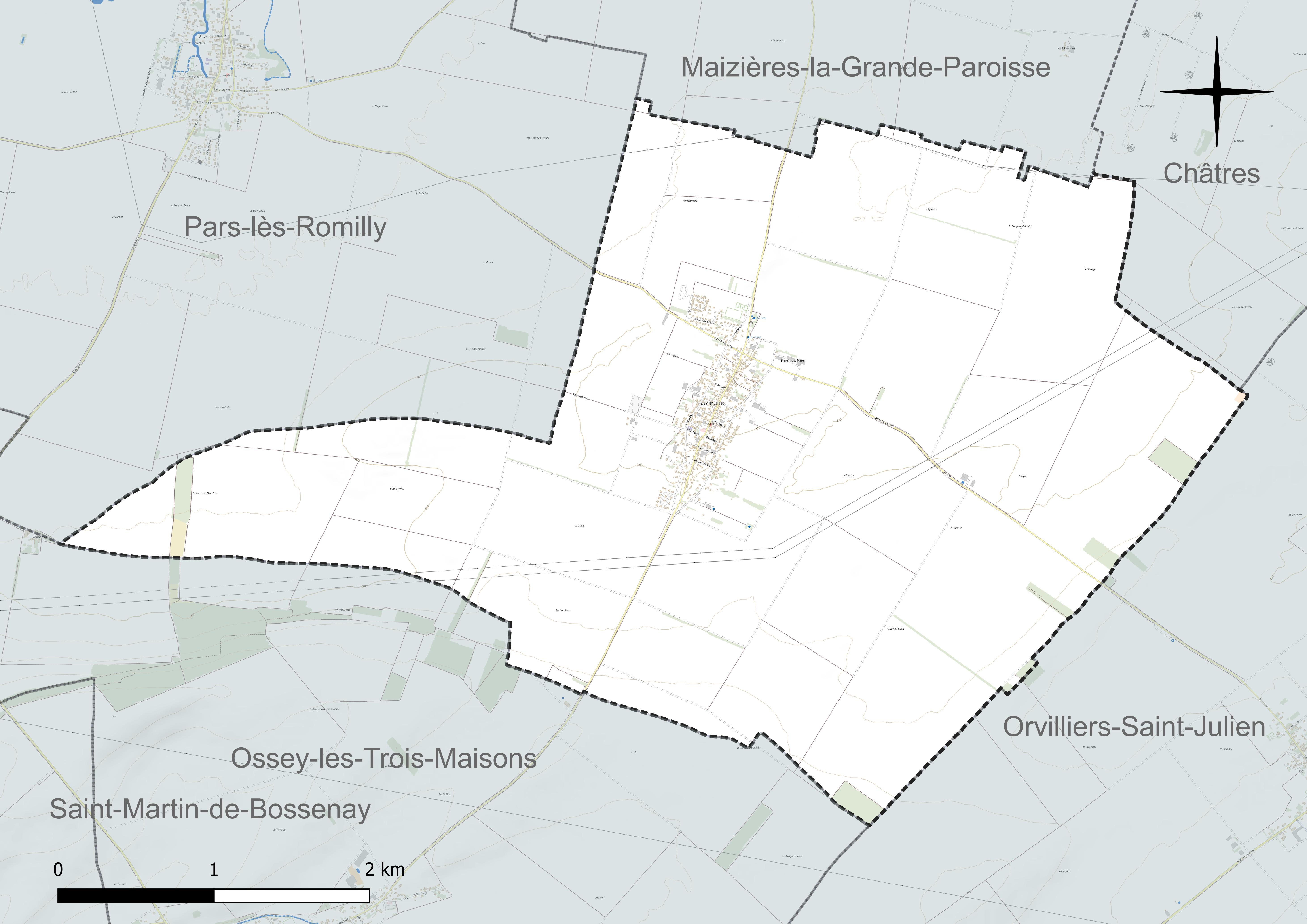
Réseau hydrographique d'Origny-le-Sec.

### Climat
Pour des articles plus généraux, voir Climat du Grand Est et Climat de l'Aube.
En 2010, le climat de la commune est de type climat océanique dégradé des plaines du Centre et du Nord, selon une étude du Centre national de la recherche scientifique s'appuyant sur une série de données couvrant la période 1971-2000. En 2020, Météo-France publie une typologie des climats de la France métropolitaine dans laquelle la commune est exposée à un climat océanique altéré et est dans la région climatique Nord-est du bassin Parisien, caractérisée par un ensoleillement médiocre, une pluviométrie moyenne régulièrement répartie au cours de l’année et un hiver froid (3 °C).
Pour la période 1971-2000, la température annuelle moyenne est de 10,5 °C, avec une amplitude thermique annuelle de 15,8 °C. Le cumul annuel moyen de précipitations est de 665 mm, avec 11,5 jours de précipitations en janvier et 7,6 jours en juillet. Pour la période 1991-2020, la température moyenne annuelle observée sur la station météorologique de Météo-France la plus proche, « Romilly », sur la commune de Romilly-sur-Seine à 7 km à vol d'oiseau, est de 11,2 °C et le cumul annuel moyen de précipitations est de 619,5 mm. 
La température maximale relevée sur cette station est de 42,3 °C, atteinte le 25 juillet 2019 ; la température minimale est de −25,2 °C, atteinte le 6 janvier 1971,,.
Les paramètres climatiques de la commune ont été estimés pour le milieu du siècle (2041-2070) selon différents scénarios d'émission de gaz à effet de serre à partir des nouvelles projections climatiques de référence DRIAS-2020. Ils sont consultables sur un site dédié publié par Météo-France en novembre 2022.

## Urbanisme

### Typologie
Au 1er janvier 2024, Origny-le-Sec est catégorisée commune rurale à habitat dispersé, selon la nouvelle grille communale de densité à 7 niveaux définie par l'Insee en 2022.
Elle est située hors unité urbaine. Par ailleurs la commune fait partie de l'aire d'attraction de Romilly-sur-Seine, dont elle est une commune de la couronne,. Cette aire, qui regroupe 26 communes, est catégorisée dans les aires de moins de 50 000 habitants,.

### Occupation des sols
L'occupation des sols de la commune, telle qu'elle ressort de la base de données européenne d’occupation biophysique des sols Corine Land Cover (CLC), est marquée par l'importance des territoires agricoles (95,9 % en 2018), une proportion sensiblement équivalente à celle de 1990 (96,1 %). La répartition détaillée en 2018 est la suivante : 
terres arables (95,9 %), zones urbanisées (3,7 %), forêts (0,5 %). L'évolution de l’occupation des sols de la commune et de ses infrastructures peut être observée sur les différentes représentations cartographiques du territoire : la carte de Cassini (XVIIIe siècle), la carte d'état-major (1820-1866) et les cartes ou photos aériennes de l'IGN pour la période actuelle (1950 à aujourd'hui).

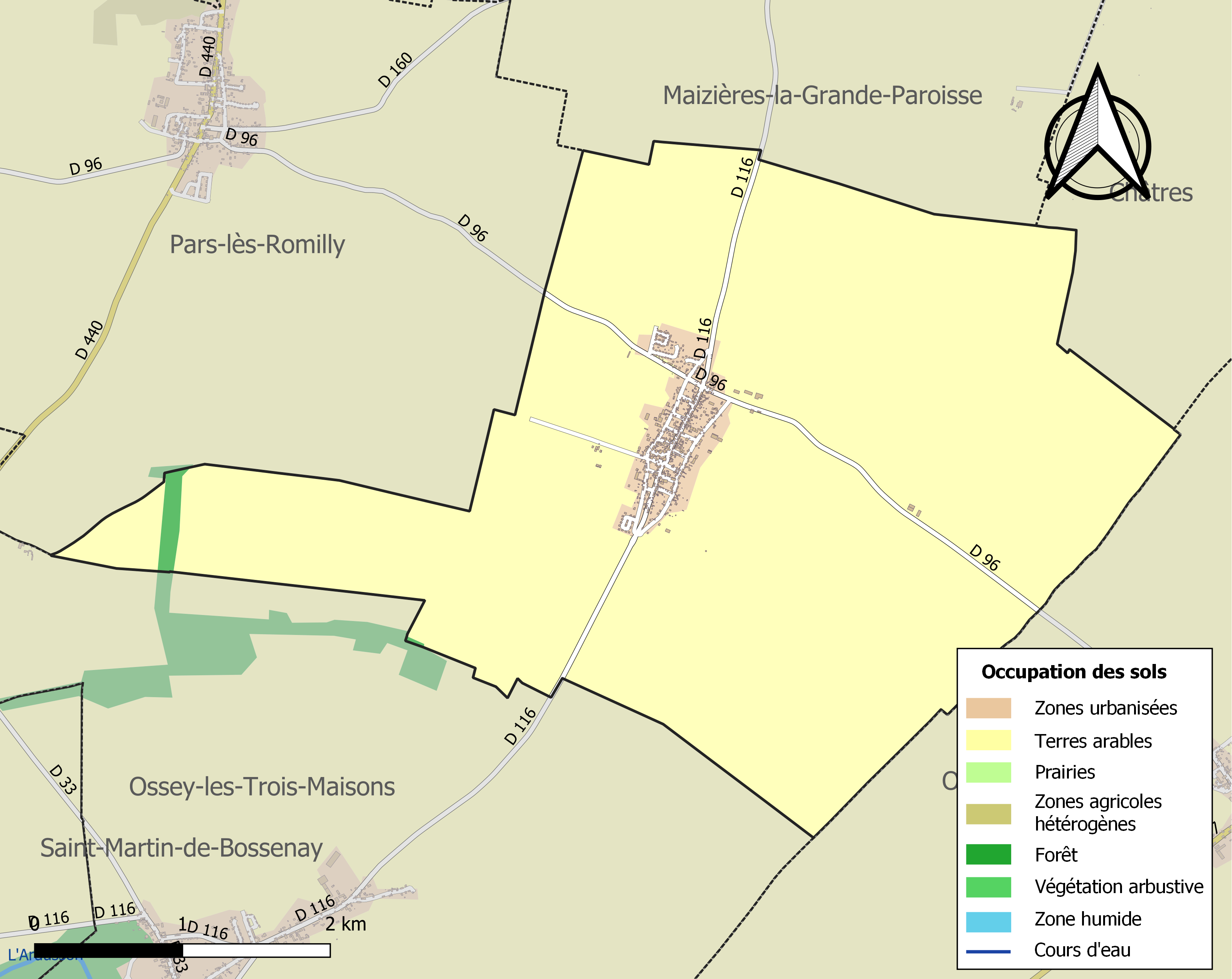
Carte des infrastructures et de l'occupation des sols de la commune en 2018 (CLC).

## Histoire
D'après des légendes transmise de génération en génération par certains habitants, les Jouquins d'origine descendraient d'un groupe de guerriers Huns restés sur place après la bataille des Champs Catalauniques en 451 (selon le témoignage des livres La Hache des Steppes et Pêcheurs de Lune de Jean Raspail).

## Politique et administration

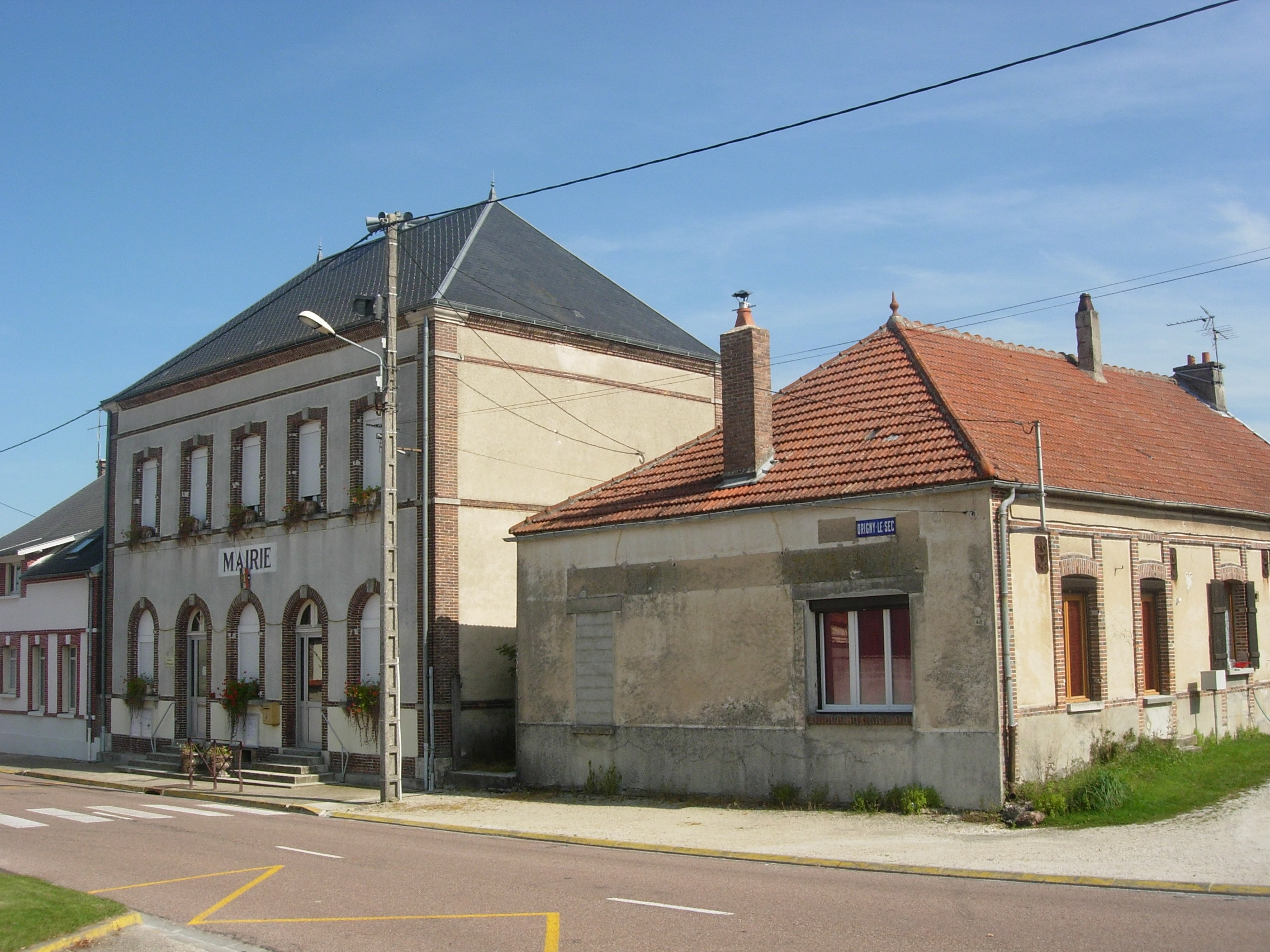
La mairie d'Origny-le-Sec.

| Période                                  | Période  | Identité               | Étiquette | Qualité  |
| ---------------------------------------- | -------- | ---------------------- | --------- | -------- |
| mars 1989                                | 2001     | M Roger Robin          |           |          |
| mars 2001                                | 2014     | Mme Marlène Moussin    |           |          |
| mars 2014                                | en cours | Mme Laurence Duteurtre |           | Employée |
| Les données manquantes sont à compléter. |          |                        |           |          |

## Démographie
L'évolution du nombre d'habitants est connue à travers les recensements de la population effectués dans la commune depuis 1793. Pour les communes de moins de 10 000 habitants, une enquête de recensement portant sur toute la population est réalisée tous les cinq ans, les populations de référence des années intermédiaires étant quant à elles estimées par interpolation ou extrapolation. Pour la commune, le premier recensement exhaustif entrant dans le cadre du nouveau dispositif a été réalisé en 2006.

En 2022, la commune comptait 603 habitants, en évolution de −1,15 % par rapport à 2016 (Aube : +0,7 %, France hors Mayotte : +2,11 %).
| 1793 | 1800 | 1806 | 1821 | 1831 | 1836 | 1841 | 1846 | 1851 |
| ---- | ---- | ---- | ---- | ---- | ---- | ---- | ---- | ---- |
| 603  | 644  | 667  | 661  | 730  | 722  | 743  | 768  | 783  |

| 1856 | 1861 | 1866 | 1872 | 1876 | 1881 | 1886 | 1891 | 1896 |
| ---- | ---- | ---- | ---- | ---- | ---- | ---- | ---- | ---- |
| 802  | 816  | 839  | 849  | 820  | 854  | 854  | 843  | 826  |

| 1901 | 1906 | 1911 | 1921 | 1926 | 1931 | 1936 | 1946 | 1954 |
| ---- | ---- | ---- | ---- | ---- | ---- | ---- | ---- | ---- |
| 775  | 751  | 722  | 627  | 626  | 626  | 603  | 587  | 606  |

| 1962 | 1968 | 1975 | 1982 | 1990 | 1999 | 2006 | 2011 | 2016 |
| ---- | ---- | ---- | ---- | ---- | ---- | ---- | ---- | ---- |
| 611  | 549  | 475  | 636  | 627  | 593  | 596  | 652  | 610  |

| 2021 | 2022 | - | - | - | - | - | - | - |
| ---- | ---- | - | - | - | - | - | - | - |
| 600  | 603  | - | - | - | - | - | - | - |

## Lieux et monuments
- Église Saint-Denis d'Origny-le-Sec.
- Monument aux morts.
- Le moulin à vent aujourd'hui disparu mais qui a inspiré les architectes du moulin de Dosches[20].

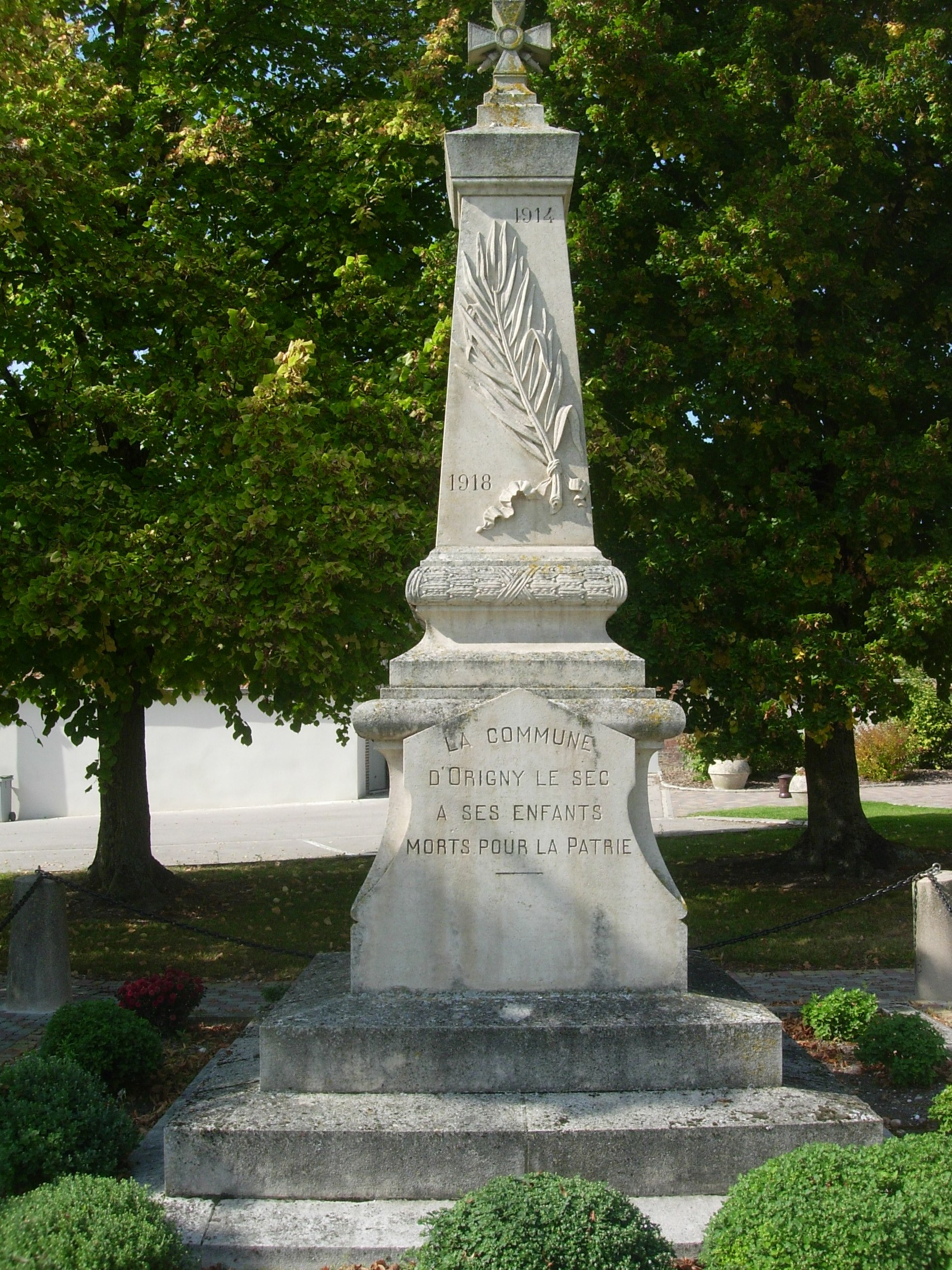
Monument aux morts.
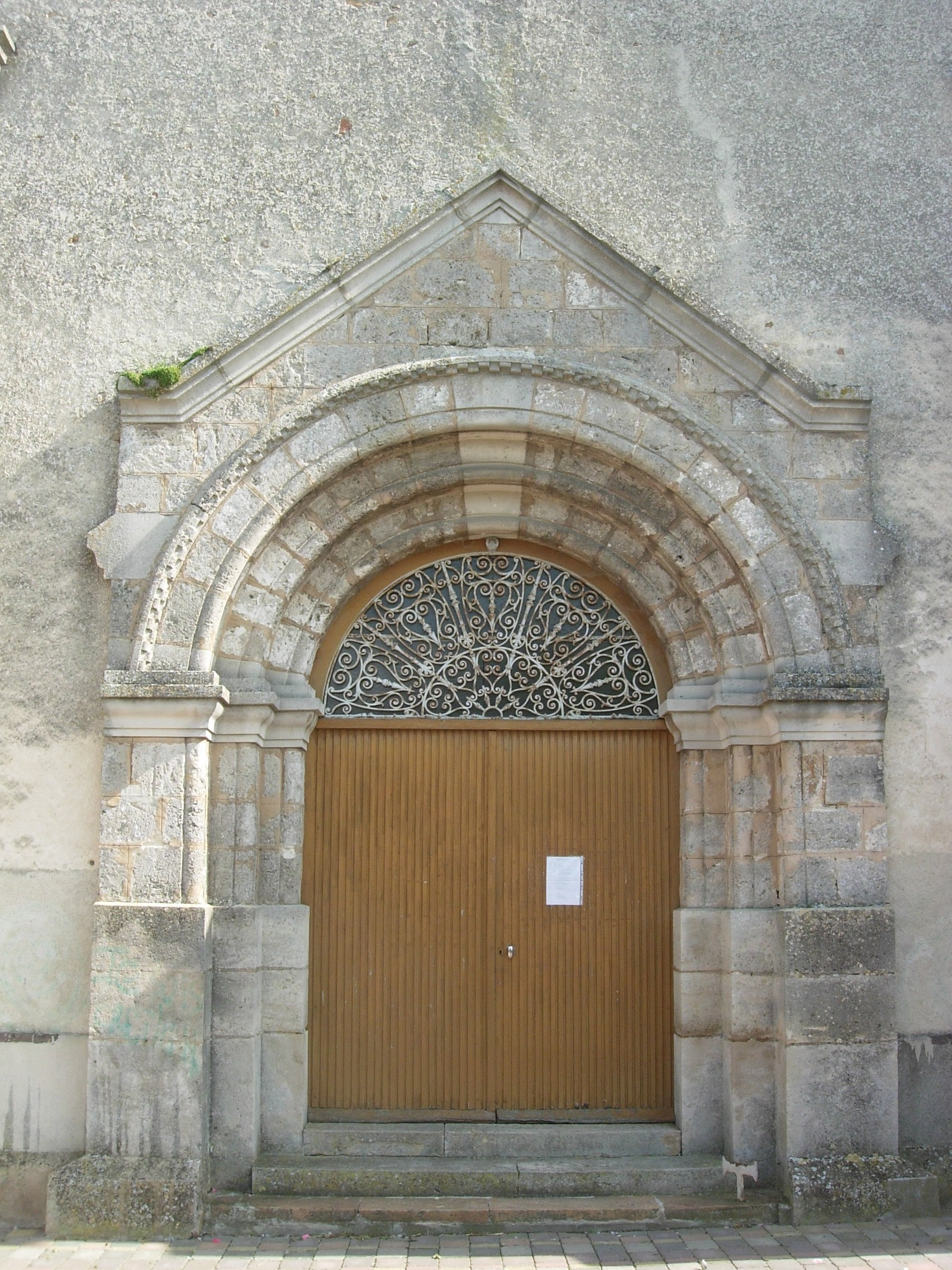
portail roman de l'église.
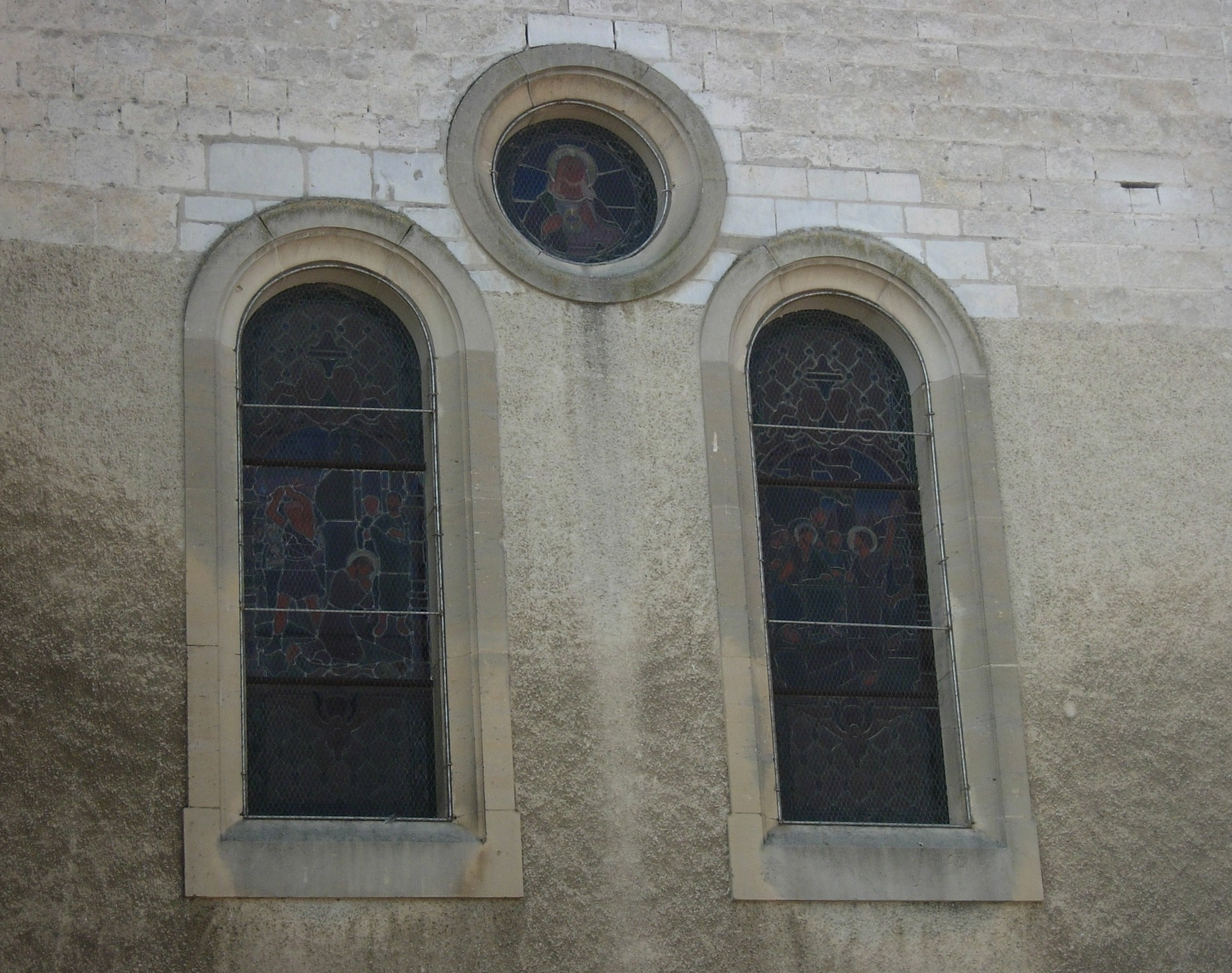
Chevet plat de l'église.
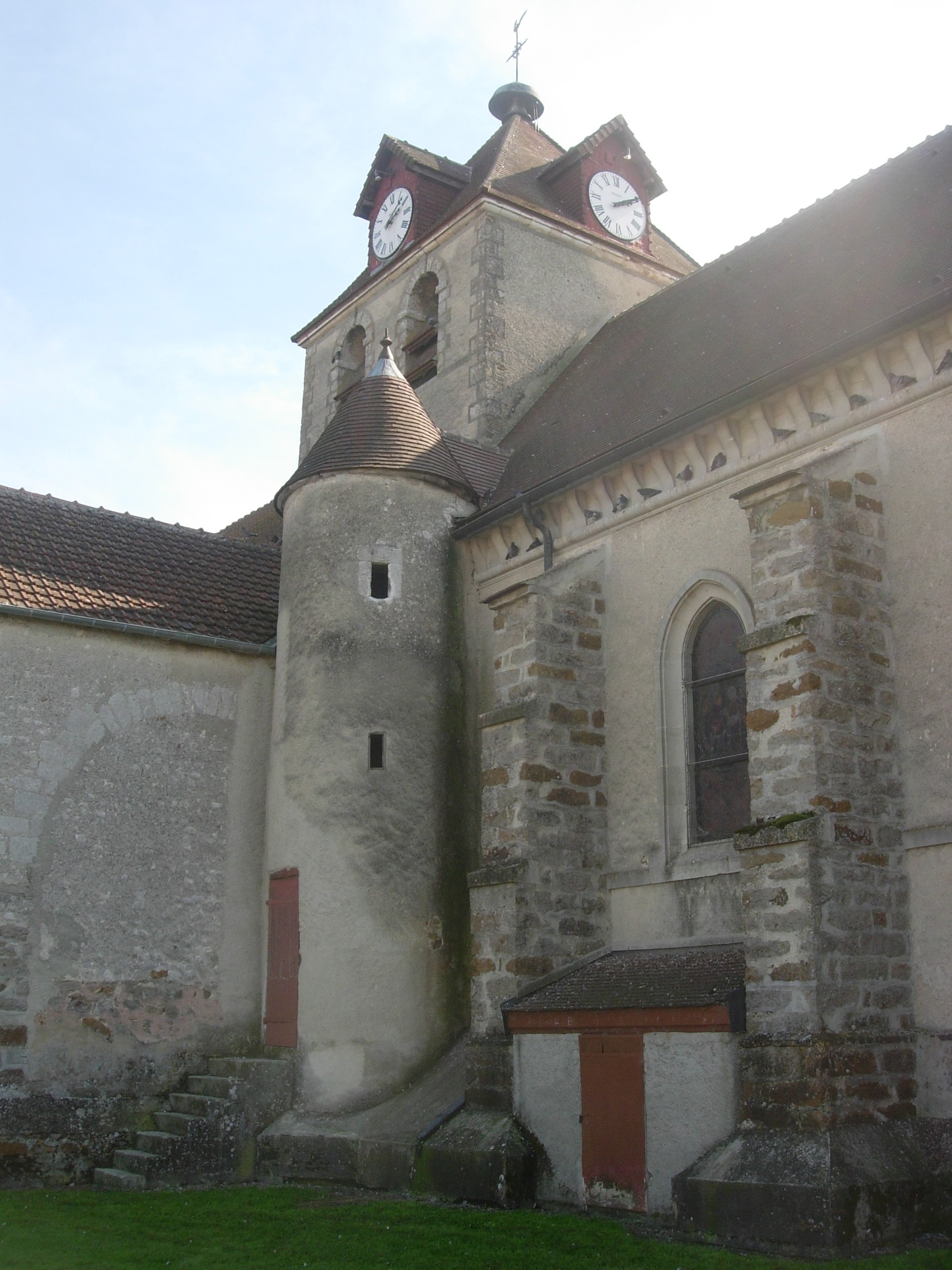
Tour d'escalier de l'église.
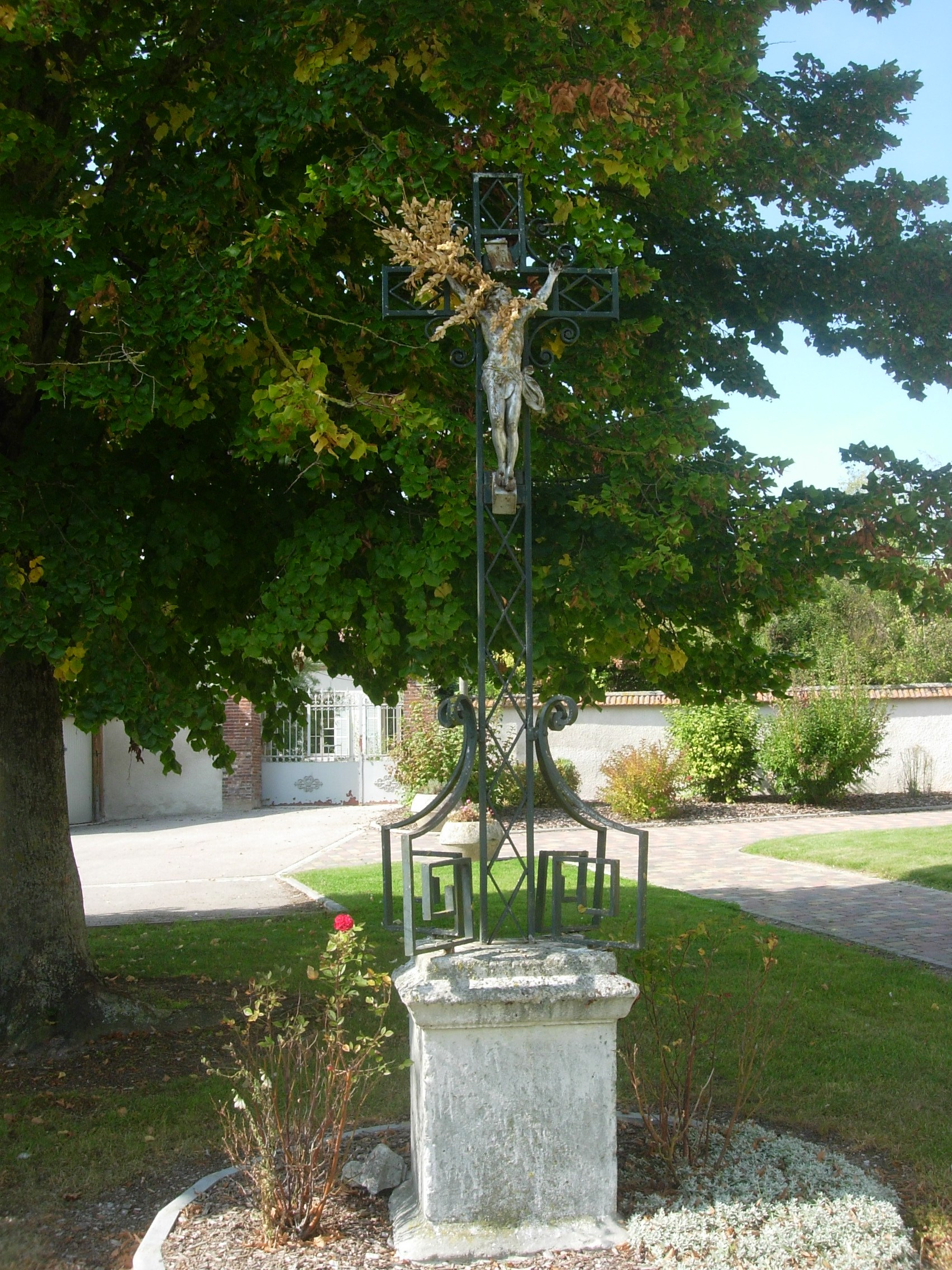
Croix près de l'église.

## Héraldique
| Blason à dessiner | Blason  | Parti: au 1er coupé au I d'or au mouton contourné et arrêté d'argent, les pattes habillées de chaussettes de sable, au II d'or au pal d'azur chargé d'une double cotice potencée contre-potencée du champ, au 2e d'azur au moulin à vent d'argent, vu de l'arrière, terrassé du même, ouvert et ajouré de sable, mouvant à demi du flanc senestre, les ailes disparaissant à dextre en chef et sous le trait de partition, à six épis de blé tigés d'or, mouvant de la pointe et brochant sur le moulin, un septième disparaissant sous la partition. |
| Blason à dessiner | Détails | Le statut officiel du blason reste à déterminer. |